# Adrián Colombino
Adrián Nicolás Colombino Rodríguez, noto semplicemente come Adrián Colombino (Montevideo, 12 ottobre 1993), è un calciatore uruguaiano, centrocampista del Progreso.

## Caratteristiche tecniche
È un mediano.

## Carriera
Cresciuto nel settore giovanile del Montevideo Wanderers, ha esordito in prima squadra il 9 ottobre 2011 disputando l'incontro di Primera División Profesional de Uruguay perso 1-0 contro il Liverpool (M).
Il 21 gennaio 2019, dopo 8 stagioni fra le file del club uruguaiano, è stato acquistato a titolo definitivo dall'Argentinos Juniors.

## Palmarès
- Souper Ligka Ellada 2: 1

Panserraïkos: 2022-2023